# Calosota herodoti
Calosota herodoti är en stekelart som beskrevs av Girault 1934. Calosota herodoti ingår i släktet Calosota och familjen hoppglanssteklar. Inga underarter finns listade.